# Raphaële Volkoff
Raphaële Volkoff (Les Lilas, Seine Saint Denis, Francia; 23 de febrero de 1993) es una actriz de teatro (comedia y musicales) y televisión, además de escritora de obras de teatro.
Actualmente, interpreta a Roxane Thiemen en la serie de televisión Demain nous appartient, y se presenta en la obra de teatro "Edmond" de Alexis Michalik en el Théâtre du Palais-Royal.

## Biografía
Es hija del investigador y estadístico en ergonomía ocupacional, Serge Volkoff (enlace roto disponible en Internet Archive; véase el historial, la primera versión y la última).. Nacida en Les Lilas, la actriz inició su pasión por el teatro a los 5 años, que es cuando empezó a tomar clases de comedia del arte.

## Carrera
Debutó oficialmente como actriz de teatro con 15 años, durante el año 2011, para la obra "Ah oui ça alors là" de Valentina Fago, como el personaje de Ms. VanWindegem.
Inicia su formación profesional en el año 2013, cuando ingresa al curso de arte dramático en Eva Saint-Paul (el cual finaliza en 2016).
Durante el 2014, obtiene roles en dos musicales, Chicago_(musical), por Bob Fosse y Fred Ebb, y en la adaptación al teatro de la película "Moulin Rouge!", de Baz Luhrmann. Ambas obras se presentaron en el Teatro de Ménilmontant, en París.
En el 2016, inició su primer tour teatral con la obra "La Surprise", de Pierre Sauvil, junto a Gérald Dahan y Rebecca Hampton. Esta obra es bajo la dirección de Jean Pierre Dravel y Olivier Macé. Además ese mismo año, obtuvo el personaje principal en la obra original, "Louve", de Florence Lavie. También, obtuvo un personaje en el musical "La Deutsche Courtisane" de Zoé Philippot.
En 2017, se convierte en Jeanne para la obra Edmond (pièce de théâtre) de Alexis Michalik en el Théâtre du Palais-Royal.
El 2019 es su año debut en la pantalla chica, sumándose a la tercera temporada de la serie Demain nous appartient. Su personaje Roxane Thiemen tiene una historia de amor con Sara Raynaud en Sète, con un aura de misterio alrededor de su verdadera identidad e historia familiar. Actualmente es un personaje recurrente.
En el 2020, participa en la serie "Camping Paradis" de TF1.
Además de la actuación, Raphaële escribe obras de teatro y series web. Planea estrenar una obra a presentarse en Aviñón, entre este año y 2021. En cuanto a las series web, está escribiendo el guion para una comedia sobre una chica que se entera de que adquirió una rara enfermedad por la que morirá en dos meses, pero se toma la noticia de una forma diferente y veremos cómo informará tanto a familiares como conocidos sobre la situación.

## Filmografía

### Series de televisión
| Año           | Título                 | Personaje      | Canal | Notas                              |
| ------------- | ---------------------- | -------------- | ----- | ---------------------------------- |
| 2020          | Camping paradis        | -              | TF1   | Episodio: "El orgullo de mi padre" |
| 2019 - 2020 - | Demain nous appartient | Roxane Thiemen | TF1   | Temporada 3, 4 -                   |

## Teatro

### Drama y comedia
| En el Théâtre du Palais Royal, en París | En el Théâtre du Palais Royal, en París | En el Théâtre du Palais Royal, en París |
| Año                                     | Título                                  | Dirección                               |
| --------------------------------------- | --------------------------------------- | --------------------------------------- |
| 2017-                                   | Edmond                                  | Alexis Michalik                         |

| Tour      | Tour        | Tour                              |
| Año       | Título      | Dirección                         |
| --------- | ----------- | --------------------------------- |
| 2015-2016 | La Surprise | Olivier Macé y Jean-Pierre Dravel |

| En el Théâtre du Ménilmontant, en París | En el Théâtre du Ménilmontant, en París | En el Théâtre du Ménilmontant, en París |
| Año                                     | Título                                  | Dirección                               |
| --------------------------------------- | --------------------------------------- | --------------------------------------- |
| 2014                                    | Léonie est en avance                    | Raphaële Volkoff y Fanny Bilissary      |
| 2011                                    | Ah oui ça alors là                      | Valentina Fago                          |

### Musicales
| Año  | Show                       | Personaje     | Puesta en escena | Lugar                            |
| ---- | -------------------------- | ------------- | ---------------- | -------------------------------- |
| 2016 | La Deutsche Courtisane     | -             | Zoé Phillipot    | Théâtre de Ménilmontant de París |
| 2016 | Louve                      | Louve         | Florence Lavie   | Centre Culturel Alain Poher      |
| 2014 | Au Théâtre du Moulin Rouge | Hada Verde    | Laurinne Bauby   | Théâtre de Ménilmontant de París |
| 2014 | Chicago                    | Mary Sunshine | Eva Saint Paul   | Théâtre de Ménilmontant de París |

### Puesta en escena
- 2016
  - My Fair Lady (Adaptación) en el Théâtre de Ménilmontant en París, donde también realizó el papel de Elisa.